# Amytta abbreviata
Amytta abbreviata är en insektsart som beskrevs av Max Beier 1967. Amytta abbreviata ingår i släktet Amytta och familjen vårtbitare. Inga underarter finns listade i Catalogue of Life.